# Steinfjorden (Berg)
69°28′5″N 17°19′5″Ø / 69.46806°N 17.31806°Ø
 For alternative betydninger, se Steinfjorden. (Se også artikler, som begynder med Steinfjorden)
 Steinfjorden  er en fjordarm af Ersfjorden på øen Senja i Berg kommune i Troms og Finnmark fylke i Norge. Fjorden er omkring 4 km lang. Den begynder mellem Strandby i vest og Tungeneset i øst og går i sydøstlig retning ind til landsbyen Steinfjord i bunden af fjorden. Fjorden er omgivet af høje fjelde, blandt andre Luttind på 759 meter over havet.
Midt i fjorden ligger Steinfjorden fyr. Riksvei 862 går langs østsiden af fjorden.